# Urban von Scharenberg
Urban ridder von Scharenberg (Opper-Oostenrijk ? – Maastricht, 21 oktober 1579) was in de Spaanse Nederlanden staatssecretaris voor Duitse zaken. Hij was ridder van het Rooms-Duitse Rijk en een trouwe aanhanger van de Habsburgse vorsten, zowel in Madrid als in Wenen.

## Naam
Zijn naam kent vele schrijfwijzen. Von Scharenbergh; von Scarenberg; von Scharberg; Scharberger; Schaerbergher; Scharemberger; Scharenberger; von Charambergue, von Escarambergue.

## Levensloop
Von Scharenberg werd geboren in een adellijke familie in Opper-Oostenrijk op een onbekende datum.  Hij werkte als klerk in de hofhouding van keizer Karel V in Brussel. Rond 1539 bezorgde Karel V hem de job van klerk bij zijn zus, Maria van Hongarije, landvoogdes van de Nederlanden. In 1553 kreeg von Scharenberg de bevordering tot staatssecretaris van de Nederlanden.  Zijn bevoegdheid was omschreven als zaken in de Duitse taal of relaties met het Rooms-Duitse Rijk. Hij legde de eed af bij Viglius, raadgever voor Maria van Hongarije. Zijn taak bestond hoofdzakelijk in de redactie van diplomatieke stukken in het Duits.
Filips II, koning van Spanje en vorst van de Nederlanden, bevestigde von Scharenberg als staatssecretaris (1556). Von Scharenberg was in dienst van Margaretha van Parma, de nieuwe landvoogdes der Nederlanden. De Nederlanden werden vanaf 1556 niet meer bestuurd door een Rooms-Duitse keizer. Toch bleven de relaties tussen Spanje en het Rooms-Duitse Rijk belangrijk. Dit ondervond von Scharenberg in de Tachtigjarige Oorlog; zijn functie werd meer en meer een van militaire diplomatie. Von Scharenberg reisde meerdere malen naar Duitse vorsten, zowel katholieke als protestantse, om militaire hulp te vragen. In 1560, 1565 en 1566 verbleef hij in Wenen bij keizer Maximiliaan II. Het onderwerp van zijn missies was de relatie tussen de koning van Spanje en zijn suzerein de keizer.
De politiek van von Scharenberg bestond er steeds in een Duitse oplossing te vinden voor het conflict in de Nederlanden. Hij schaarde zich trouw aan de zijde van Filips II van Spanje, wat deze financieel beloonde. In Filips' naam onderhandelde hij met Maximiliaan II in Breda (1574). Hij werd opgepakt tijdens de gevangenname van de Raad van State op 4 september 1576, waarbij hij aanwezig was als secretaris, maar kwam op 15 september weer vrij. In 1579 nam hij deel aan de Vredehandel van Keulen. Hij ontmoette er keizer Rudolf II. Op de terugweg stierf hij in Maastricht.	

## Gezin
Von Scharenberg was tweemaal gehuwd. Een eerste maal trad hij in het huwelijk met Johanna van Wasservas; dit huwelijk bleef kinderloos. Hij hertrouwde met Maria van Halmale in 1574. Het echtpaar had 1 zoon, Willem von Scharenberg. Willem was 6 maanden oud toen zijn vader stierf.